# 鈴木寛人
鈴木 寛人（すずき ひろと、2001年10月7日 - ）は、茨城県筑西市出身の元プロ野球選手（投手）。右投右打。

## 経歴

### プロ入り前
中学時代は筑西田宮ボーイズの投手として活躍。
霞ヶ浦高校に進学。同高校に進学した理由は「挨拶や礼儀、気配り」などの指導がしっかりしており、人間的にも成長できるだろうと考えたためであった。霞ヶ浦高校では1年秋からベンチ入りするも、高卒プロ入りの夢を諦めていたが、監督の言葉で立ち直り、3年夏に急成長を遂げた。3年の夏に第101回全国高等学校野球選手権大会に出場。
2019年10月17日に行われたドラフト会議で広島東洋カープから3位指名を受け、契約金4500万円、年俸600万円で入団に合意した。

### 広島時代
2020年は、二軍で体力強化に励み、二軍公式戦では1試合登板にとどまった。
2021年は、二軍での登板もないまま、10月14日にプロ2年目での戦力外通告を受けた。
引退後の2022年に、1年目の春季キャンプからイップスを発症し、投球フォームが崩れてしまい思うように投げれない状態となっていたことを明かしている。

### 広島退団後
2022年に、学生野球資格回復制度を利用。母校の霞ヶ浦高校の選手寮で後輩と生活を共にしながら、指導を行っている。同校の監督は鈴木に対して母校でイップスを克服させて、社会人野球に復帰させたいという考えをもっている。

## 選手としての特徴・人物
長身から放たれる最速150km/hのストレートと、縦に鋭く落ちるスライダー、フォークが武器。プロの舞台では、高校の先輩でカープの同僚である遠藤淳志を目標としている。
いつも同じような寝癖が出来やすく、広島在籍時は同僚から「ネグセ」の愛称親しまれた。

## 詳細情報

### 年度別投手成績
- 一軍公式戦出場なし

### 背番号
- 52（2020年 - 2021年）